# Dunungen (film, 1919)
Dunungen är en svensk stumfilm från 1919 regisserad av Ivan Hedqvist och baserad på Selma Lagerlöfs pjäs och novell med samma namn.

## Handling
Borgmästarens son Mauritz Fristedt, har blivit innerligt förälskad i bagarens dotter Dunungen.  Borgmästarn ger sitt bifall till förlovningen, eftersom Mauritz i utbyte lovar att försöka pracka på onkel Teodor en packe värdelösa aktier som pappan vill bli av med. Det är till den rike gamle ungkarlen onkel Teodor som Mauritz och Dunungen ska fara på sin förlovningsresa. Dunungen blir fäst vid den barske onkel Teodor och när Mauritz tar fram de värdelösa aktierna och föreslå Teodor ett köp förhindrar Dunungen affären.

## Om filmen
Filmen premiärvisades 1 december 1919 . Som förlaga har man Selma Lagerlöfs pjäs Dunungen från 1914 vilken i sin tur baserades på Lagerlöfs novell med samma namn, vilken ingick i samlingen Osynliga länkar från 1894. Filmen var Ivan Hedqvists regidebut och Renée Björlings filmdebut i större sammanhang. Weyler Hildebrand gjorde en nyinspelning av Dunungen 1941 med filmfotografen Julius Jaenzon som även filmade denna version.

## Restaurering
Dunungen restaurerades digitalt av Svenska Filminstitutet 2018. Bland annat kunde filmens tintningsfärger rekonstruerades utifrån ett kort nitratfilmsfragment i EYE Filmmuseums samlingar i Amsterdam och förlorade scener ur filmen rekonstruerades med hjälp av texter och stillbilder. Den restaurerade versionen har en speltid på 102 minuter. Premiärvisningen skedde på stumfilmsfestivalen Le Giornate del cinema muto i Pordenone 2018 och filmen har därefter även visats i Helsingfors.

## Rollista i urval

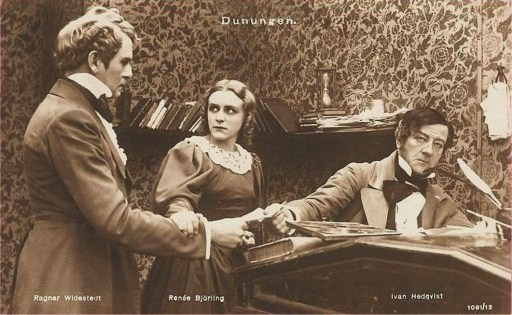
Scen ur filmen med från vänster Ragnar Widestedt, Renée Björling och Ivan Hedqvist.

- Ivan Hedqvist - Teodor Fristedt, patron
- Renée Björling - Anne-Marie Ehinger, kallad Dunungen
- Jenny Tschernichin-Larsson - Bergsrådinna, Teodors mor
- Ernst Öberg - Fristedt, borgmästare
- Mia Gründer - Borgmästarinnan Fristedt
- Ragnar Widestedt -  Mauritz Fristedt, deras son
- Carl Browallius - Ehinger, bagarmästare, Dunungens far
- Anna Wahlbom - Mor Ehinger
- Bell Hedqvist - Dunungens väninna
- Carl-Gunnar Wingård-  Bagaregesäll
- Bror Öbergson - Borgström, förvaltare
- Bertil Wallroth - Kolmodin, Kungl sekter
- Mia Backman - Frida, hushållerska
- Otto Malmberg - Nyberg, inspektor
- Axel Nilsson - Wilhelmson, trädgårdsmästare